# Післячорнобильська бібліотека
Післячорнобильська бібліотека. Український літературний постмодерн  – монографія української літературознавиці, культурологині Тамари Гундорової. 

## Основні положення
У дослідженні зображені літературні зміни, які відзначають українську літературу кінця XX століття. Початком, а точніше, поштовхом для подальших метаморфоз, є Чорнобильська катастрофа. Ця траєкторія ще більше ускладнилася розпадом Радянського Союзу. Дві події — різні за своєю природою та впливом — створюють унікальне середовище для літературної, ідеологічної та політичної реакції.
Тамара Гундорова дивиться на літературний процес у перспективі постмодерністських діалогічних зрушень. Як стверджує авторка, в українській літературі постмодернізм, якому притаманні численні маски, ролі та функції, надає інструменти для роботи з травмами: екологічними, ідеологічними, екзистенціальними, приватними та публічними. Постмодернізм також спричиняє появу апокаліптичних тем; однак відчуття кінця або виснаження доповнюється новими «поповненнями». «Післячорнобильська бібліотека» пропонує глибокий аналіз того, як література реагує на травми та залучає до реставрацій, повторних відкриттів і життєвих сил. Вибухнувши на маргінесі Європи, Чорнобиль ознаменував кінець Радянського Союзу та зв'язав епоху постмодернізму в Західній Європі з ядерною свідомістю.
Післячорнобильська бібліотека в книзі Тамари Гундорової стає метафорою нової української літератури 1990-х, яка виходить із Чорнобильської ядерної травми 26 квітня 1986 року. Український постмодернізм перетворюється на письмо травми та відображає колізії пострадянського часу, а також процеси деколонізації національної культури. Карнавалізація апокаліпсису — головна парадигма постчорнобильського тексту, який апелює до «безпритульності» та повторення «кінця історій». Іронічна мовна гра, поліморфізм персонажів, порушення табу, заповнення прогалин національної культури свідчать про те, що українці звільнялися від тоталітарного минулого.

## Критика
Сергій Плохій про монографію у своїй книзі «Чорнобиль: Історія ядерної катастрофи»: «Післячорнобильська бібліотека» — це не лише новий та провокаційний погляд на українську літературу, а й надзвичайно оригінальний внесок у ширшу дискусію про постмодернізм та взаємозв'язок літератури та екології". 
Також цю працю аналізує Володимир Моренець в есеї «Голос у пустелі», де називає її однією «з найрепрезентативніших праць останнього часу». 

## Відзнаки
Книга Тамари Гундорової «Післячорнобильська бібліотека. Український літературний постмодерн» здобула перемогу у Всеукраїнському рейтингу «Книжка року — 2005» (номінація «Літературна критика і есеїстика»).